# Noritsu
Noritsu é uma companhia japonesa que é especializada na produção de equipamentos de audio, pontas de caneta e produtos de saúde auditiva, foi fundada em 1961 por Kanichi Nishimotoe sua sede fica em Tóquio, Japão.

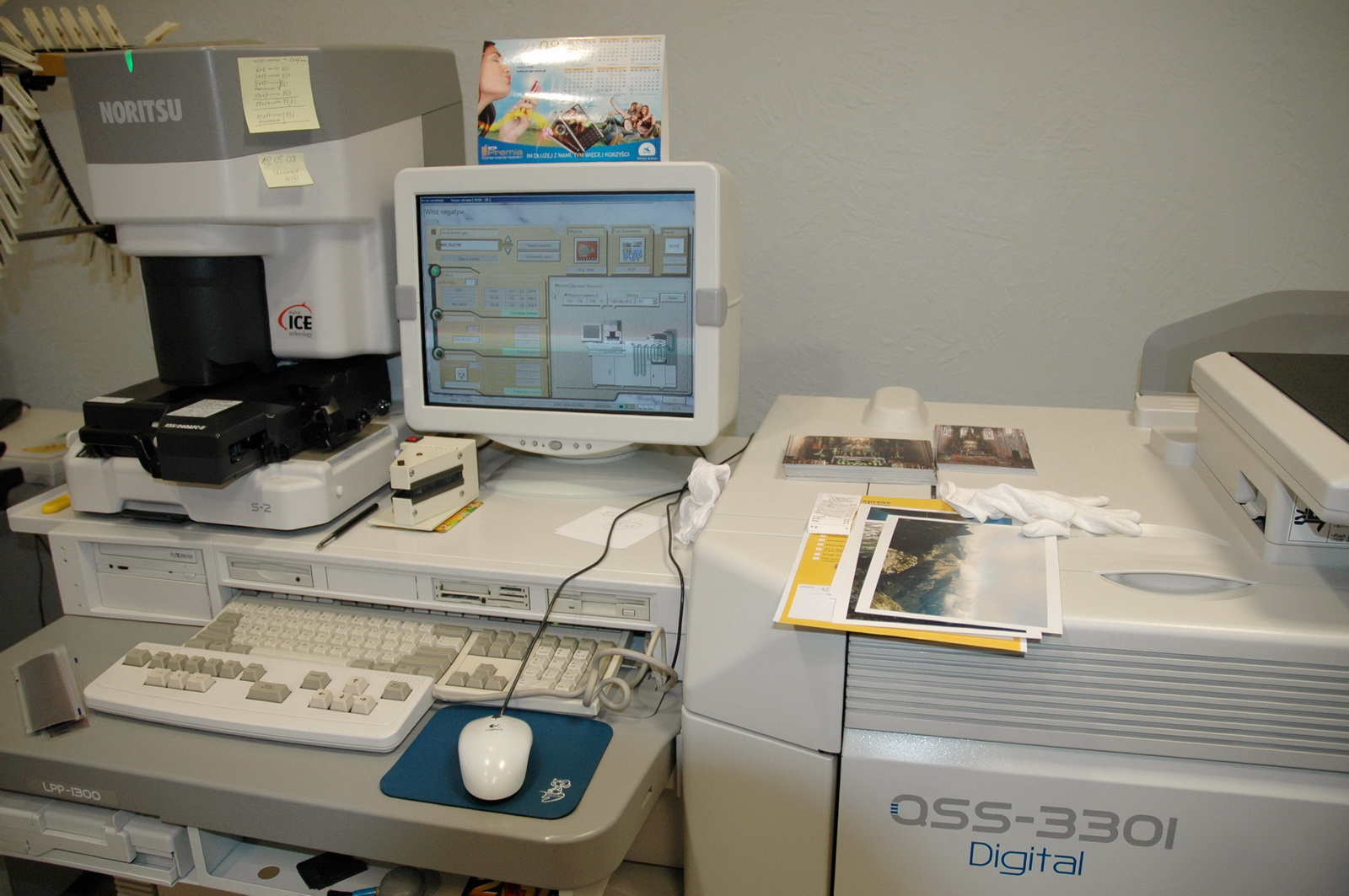
Minilab da Noritsu.

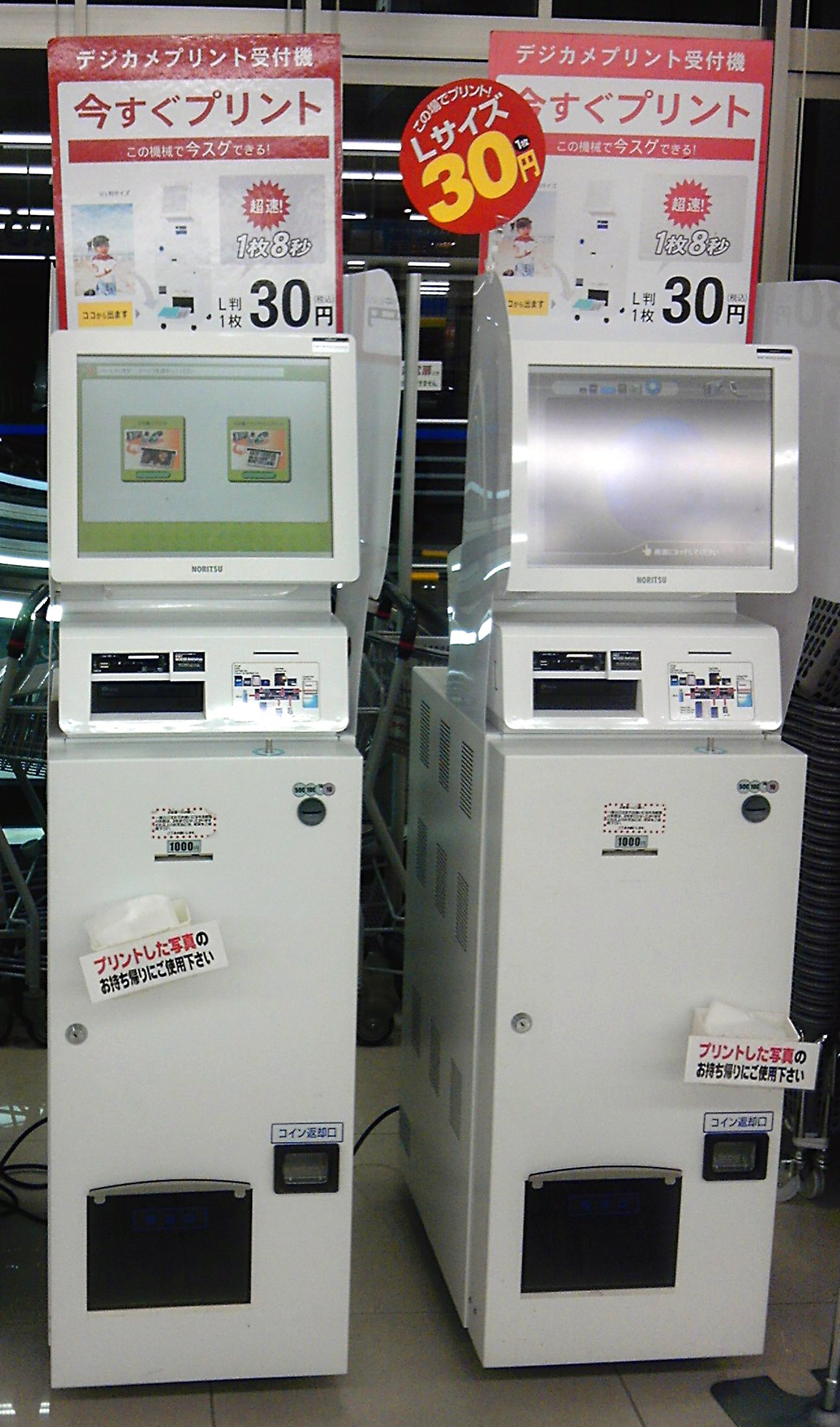
Máquinas de impressão digital da Noritsu.

Ela foi a inventora do Minilab em 1976 e foi por muitos anos a maior fabricantes de soluções para impressão de filmes, porém com o declínio das revelações de filme, por causa do avanço das câmeras digitais a partir de meados da década de 2000, a Noritsu foi lentamente deixando esse mercado.

## História
Em 1951, Kanichi Nishimoto desenvolveu uma lavadora automática de impressão, em 1956 foi estabelecida a empresa "Noritsu Koki Manufacturing Limited" e em 1961 é feita uma reorganização na companhia e esta se transforma em Noritsu Koki Co., Ltd., Em 1964, a companhia revolucionou o mercado com o desenvolvimento do processador de filme colorido RF-CI, um equipamento avançado para a época.
Nos anos 1970, a empresa expandiu sua presença global com a criação do minilab QSS, uma tecnologia que elevou a Noritsu ao status de líder mundial no mercado de fotofinish. Filiais foram estabelecidas em diversas cidades como Nova York, Londres, e Tokyo, e em 1978 foi criada a Noritsu America Corporation.
Durante a década de 1980, a Noritsu continuou a expandir suas operações e introduziu minilabs que incluíam capacidades de ampliação de fotos, solidificando sua reputação pela inovação tecnológica. Em 1985, a sede da empresa foi transferida para Wakayama, Japão.
Nos anos 1990, a Noritsu lançou uma série de minilabs compactos e eficientes, ampliando sua presença no mercado global. Em 1996, a empresa foi listada na Bolsa de Valores de Osaka e em 1997 na Bolsa de Valores de Tóquio.
A virada do milênio trouxe novas inovações digitais, como o sistema QSS-2711DLS desenvolvido em parceria com a Kodak. A Noritsu continuou a expandir suas operações internacionais, estabelecendo novas filiais na China, Índia e Europa, além de adotar padrões internacionais de qualidade e meio ambiente, como ISO 9001:2000 e ISO 14001.
Em março de 2020 adquiriu da Pioneer Corporation e da KKR a marca de equipamentos de DJ Alphathetapor 606 milhões de dólares.

## Marcas e Produtos
- Alphatheta: Especializada em equipamentos e softwares de audio, como equipamentos de DJs, produção musical entre outros.[8]

- Jlab: Fabrica equipamentos de saúde auditiva, produtos de audio para uso geral e periféricos de computadores.[9]

- Teibow: Fabricação de pontas de caneta para o uso geral, possui duas fábricas no Japão e China respectivamente e dois centros técnicos no Japão.[10]